# Star Plus
StarPlus是华特迪士尼公司、信实工业公司和维亚康姆18三家公司合资之迪士尼星空全资拥有的印地语综合娱乐付费电视频道，在香港发射信号，主要面向印度播出，于1991年12月15日正式开播。该频道播出的节目包括家庭剧、喜剧、面向青少年的真人秀、犯罪节目和电视电影。 

## 历史

### 全球版（1991年-1996年3月31日）
1991年12月15日，卫视合家欢台（starplus）正式开播，开播之初的首个节目是CBS制作的肥皂剧《大胆而美丽》。1992年2月21日，频道英语名称被正式确认为“Star Plus”。StarPlus（当时的中文名称是卫视合家欢台）是香港卫星电视有限公司面向全亚洲地区播出的英语娱乐频道。当时的卫视合家欢台播放来自美国、英国、澳大利亚和新西兰的国际电视节目， Zee TV是当时该频道在印度的转播机构与合作伙伴。 
1993年，star plus推出面向英国播出的版本。
1994年5月1日，由于卫视西片台的开播，卫视合家欢台大部分电影被转移至卫视西片台继续播出。
1996年3月31日（一说30日），Star Plus（老卫视合家欢台）被拆分为面向东亚、东南亚播出的Star World（仍继续使用中文名称“卫视合家欢台”）和主要面向西亚、印度播出的Star Plus。后来在1998年以后，star plus逐渐调整为仅主要向印度播出。从此以后，StarPlus逐步转型为印地语频道（从1996年4月至2000年6月，StarPlus是一个由印地语和英语节目组成的双语电视频道）， Star World成为该频道的英文版本。香港卫星电视有限公司的首席执行官Sameer Nair和节目主管Tarun Katial在starplus上推出了许多新节目，这有助于巩固Star Plus在印地语电视广播中具有巨大影响力的地位。   同一日起，该频道启用了全新的频道包装，该频道包装与当时的卫视中文台、凤凰卫视中文台相似。台标在改版之初仍继续使用旧版星星标识（透明五角星，右侧菱角上有“PLUS”四字“），几个月后改用与新版包装相同LOGO的方框台标。

### 印度版（1996年3月31日-现在）
2000年，香港卫星电视有限公司结束与印度Zee TV的合作关系，同日，Star Plus再次更换台标，这一代台标与当时的卫视西片台相似。
2001年1月1日（一说4月1日），香港卫星电视有限公司正式更名为星空传媒。同日，随着星空传媒的统一调整，Star Plus正式启用新版台标与频道包装，频道标志由黄色变为蓝色和白色和具有切割痕迹的新版星星标志。这一版的台标和包装与当时的卫视中文台、星空卫视、卫视电影台、卫视合家欢台相似。该版本包装及台标使用时间长达近十年。
2004年11月，Star Plus在美国推出。
2009年，星空传媒被分拆为三个分公司，Star Plus转归星空传媒（印度）管辖。
2010年6月14日，该频道的台标和频道包装被更换，从蓝色矩形徽标更改为红宝石色星星，频道口号为“Rishta Wahi，Soch Nayi”。 
2011年4月15日，该频道的高清版正式开播，高清版频道播出的节目与标清版相同，但广告不同。 StarPlus高清版原定于2011年年底在英国和爱尔兰推出， 但被推迟到2012年7月5日。
2016年11月7日，该频道的台标和包装被再次更换，频道口号被改为“Nayi Soch”。 
2017年10月6日，加拿大ATN频道失去了Star节目的版权，使得starplus频道的部分观众转移至最近引入加拿大市场的新流媒体服务Hotstar 以继续观看Star印度語相關節目， 直至2023年9月中旬重新恢復。 
2018年5月27日，该频道的台标和包装被再次更换，由印度女明星艾莉雅·巴特担任star plus频道的代言人，频道的LOGO为红色水晶星带有金色旋风的星星标识，频道口号为“Rishta Wahi, Baat Nayi”，频道歌曲由印度作曲家A·R·拉赫曼创作。 
2019年1月4日，Star 关闭了Star Plus在美国播出的频道，转而进驻 Hotstar （2021年11月30日Hotstar板塊并入Hulu), 直至2023年9月14日起恢復播放， 于Dish Network及Sling獨家播映。  
2019年3月20日，随着21世纪福克斯被华特迪士尼公司收购，Star Plus连同整个星空传媒成为迪士尼的全资所有的电视频道。
2020年12月30日，迪士尼宣布从 2021年1月22日起，荷兰境内的Star品牌将更名为Utsav。 2021年1月22日，StarPlus的英国及欧洲版被更名为Utsav Plus 。  
2024年11月，因迪士尼星空转为华特迪士尼公司与信实工业公司的合资企业，STAR Plus转为华特迪士尼公司与信实工业公司合资的电视频道。